# NGC 6762
NGC 6762 = NGC 6763 ist eine linsenförmige Galaxie vom Hubble-Typ S0-a im Sternbild Drache am Nordsternhimmel. Sie ist schätzungsweise 140 Millionen Lichtjahre von der Milchstraße entfernt.
Das Objekt wurde am 30. August 1883 von Lewis Swift entdeckt.